# Florence (attore)
Florence, pseudonimo di Nicolas-Joseph Billot de La Florence (Léry, 4 marzo 1749 – Parigi, 25 giugno 1816), è stato un attore teatrale francese.

## Biografia
Iniziò la sua carriera nel 1771 al Théâtre de la Monnaie a Bruxelles e si trasferì a Versailles nel 1777 nella compagnia di Mademoiselle Montansier. Sempre nel 1777 fece il suo anonimo debutto alla Comédie-Française, ma fu accolto nella compagnia solo dopo una seconda recita il 7 maggio 1778. Fu ammesso come socio nell'aprile del 1779 e dedicò i 25 anni seguenti agli interessi della Comédie-Française, facendo dimenticare la sua mancanza di talento. Imprigionato con molti altri attori durante il Regime del Terrore, dovette il suo rilascio a Charles de La Bussière. Si ritirò nel 1804 e morì nel 1816.